# Kare
För andra betydelser, se Kare (olika betydelser).
Kåre (norröna Kári, ”vindil”, ”stormby”) är en jätte som omtalas i Flatöbokens båda skildringar av Norges mytiska förhistoria Hversu Nóregr byggðist samt Fundinn Nóregr, vilken inleder Orknösagan.
Jätten Fornjot (Fornjótr) hade tre söner: Lä (Hlér), Loge (Logi, ”låga”, ”eld”) och Kåre. ”Kåre rådde över vinden, Loge över elden och Lä över havet.” Kåre hade sonen Froste (Frosti) enligt Fundinn Nóregr, men i Hversu heter sonen Jökull (Jǫkull, ”jökel”, ”isfält”). Denne son var far till sagokungen Snö den gamle (Snærr hinn gamli). Snö hade sonen Torre (Þorri), som i sin tur hade sönerna Nor (Norr) och Gor (Gorr) samt dottern Goe (Gói).